# Hypselosyrphus
Hypselosyrphus (лат.) — род мух-журчалок из подсемейства Microdontinae (Syrphidae). Центральная и Южная Америка. 11 видов.

## Описание
Мелкие мухи, сходные с пчелами Meliponini, длина тела 7—10 мм. Жилка R4+5 переднего крыла без заднего аппендикса. Голова немного шире груди. Усики относительно длинные. Лицо в профиль выпуклое, вертекс узкий и блестящий. Антенны длиннее расстояния между усиковой ямкой и передним краем рта. Постпронотум с щетинками. Брюшко овальное или субтреугольное. Глаза самцов разделённые на вершине (дихоптические). Крыловая жилка R2+3 сильно изогнута в базальной части. Некоторые авторы рассматривают таксон Hypselosyrphus в качестве синонима рода Ubristes Walker, 1852. Таксон был впервые описан в 1937 году американским диптерологом Фрэнком Халлом (1901—1982).
- Hypselosyrphus trigonus Hull, 1937
- Hypselosyrphus ulopodus Hull, 1944
- Другие виды